# Belon'i Tsiribihina (stad)
Belon'i Tsiribihina (ook gekend als Belo sur Tsiribihina of Belo-Tsiribihina) is een stad in Madagaskar, gelegen in de regio Menabe. De stad telt 21.929 inwoners (2005).

## Geschiedenis
Tot 1 oktober 2009 lag Belon'i Tsiribihina in de provincie Toliara. Deze werd echter opgeheven en vervangen door de regio Menabe. Tijdens deze wijziging werden alle autonome provincies opgeheven en vervangen door de in totaal 22 regio's van Madagaskar.

## Economie
Landbouw en veeteelt bieden werkgelegenheid aan respectievelijk 60% en 20% van de beroepsbevolking. Het belangrijkste gewas in Belon'i Tsiribihinae is rijst, terwijl andere belangrijke producten bonen en kikkererwten betreffen. In de dienstensector werkt respectievelijk 10% van de bevolking. Daarnaast werkt 10% van de bevolking in de visserij.

## Omgeving
Langs de zandweg tussen Morondava en Belon'i Tsiribihina ligt de Avenue of the Baobabs, een groep van baobab bomen waarvan sommigen tot 800 jaar oud zijn.

## Klimaat
In Belon'i Tsiribihina heerst een tropisch savanneklimaat, gekenmerkt door regen en een droge periode. Het regenseizoen begint vanaf december tot en met maart. De temperaturen zijn het gehele jaar warm maar in de regenperiode iets hoger dan in de droge periode waardoor er ook een hoge luchtvochtigheid is. Vooral in de eerste maanden van het jaar komen er regelmatig tropische stormen en orkanen voor.

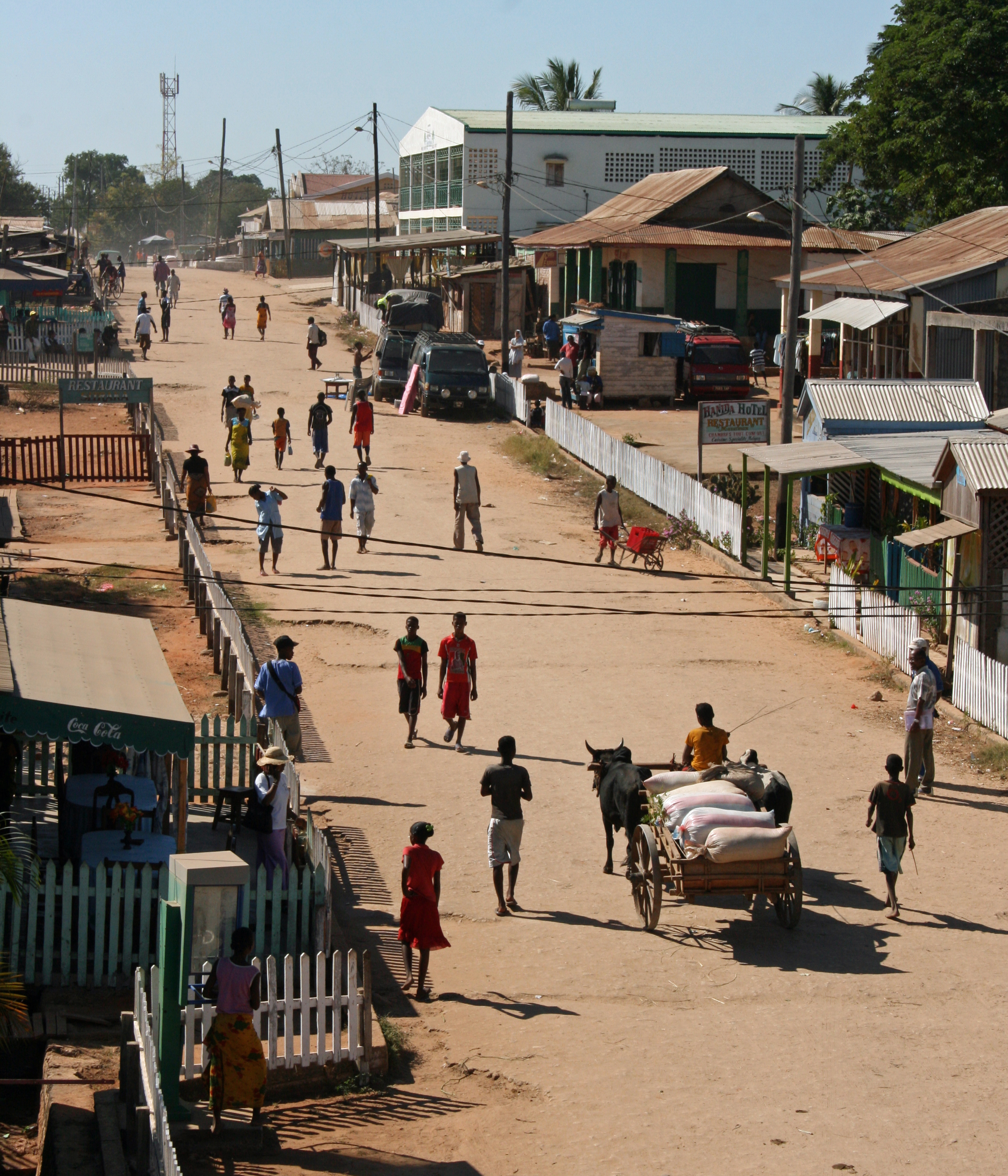
Een straat in Belon'i Tsiribihina

## Geboren
- Roger Kolo (1943), premier van Madagaskar (2014-2015)

- Virtual International Authority File: 3423152637766120220001